# Aphalara borealis
Aphalara borealis är en insektsart som beskrevs av Heslop-harrison 1949. Aphalara borealis ingår i släktet Aphalara och familjen rundbladloppor. Arten är reproducerande i Sverige. Inga underarter finns listade i Catalogue of Life.